# 釜山远东广播
釜山远东广播（朝鲜语：부산극동방송）是位于韩国釜山海云台区的远东广播公司（FEBC）的地方制作中心。

## 所在地
- 釜山海云台区于2洞13b-4（13b-4, u 2-dong haeundee, Busan-si, KOREA.）

## 沿革
- 2008年4月26日 - 开局（呼号为HLQQ-FM）。

## 广播频率
| 发射地 | 呼号    | 频率       | 发射功率 |
| 影岛区 | HLQQ-FM | FM 93.3MHz | 1kW      |